# Горицы (Дмитровский городской округ)
Горицы — деревня в Дмитровском районе Московской области, в составе сельского поселения Синьковское. До 2006 года Горицы входили в состав Бунятинского сельского округа.

## Расположение
Деревня расположена в западной части района, примерно в 17 км к северо-западу от Дмитрова, на речке Муравке (левый приток Яхромы), высота центра над уровнем моря 151 м. Ближайшие населённые пункты — Бунятино на востоке, Ведерницы на юге и Курьково на западе.

## Население
| 2002 | 2006 | 2010 |
| ---- | ---- | ---- |
| 16   | ↘14  | ↘9   |